# Слобозія (Зворіштя, Сучава)
Слобозія (рум. Slobozia) — село у повіті Сучава в Румунії. Входить до складу комуни Зворіштя.
Село розташоване на відстані 373 км на північ від Бухареста, 16 км на північ від Сучави, 118 км на північний захід від Ясс.

## Населення
За даними перепису населення 2002 року у селі проживали 684 особи, усі — румуни. Усі жителі села рідною мовою назвали румунську.